# ケイダー・モンテロ
- ケイデル・モンテロ
- カイダー・モンテロ[1]

ケイダー・エドゥアルド・モンテロ（Keider Eduardo Montero, 2000年7月6日 - ）は、ベネズエラ・ミランダ州サンタテレサデルトゥイ出身のプロ野球選手（投手）。右投右打。MLBのデトロイト・タイガース所属。

## 経歴

### プロ入りとタイガース時代
2016年にドラフト外でデトロイト・タイガースに入団してプロ入り。
2017年に傘下のドミニカン・サマーリーグ・タイガースでプロデビュー。14試合に登板して1勝5敗、防御率4.02、41奪三振の成績を記録した。
2018年は15試合に登板して2勝2敗5セーブ、防御率2.14、40奪三振の成績を記録した。
2019年はルーキー級ガルフ・コーストリーグ・タイガースとA-級コネチカット・タイガースでプレーし、2球団合わせて10試合に登板して4勝3敗、防御率2.08、49奪三振の成績を記録した。
2020年はマイナーリーグがCOVID-19の影響で試合が開催されなかったため、公式戦の出場は無かった。
2021年はA+級ウェストミシガン・ホワイトキャップスで開幕を迎え、15試合に登板して4勝8敗、防御率5.28、59奪三振の成績を記録した。
2022年は25試合に登板して7勝7敗、防御率4.51、101奪三振の成績を記録した。
2023年は開幕をウェストミシガンで迎え、AA級エリー・シーウルブズとAAA級トレド・マッドヘンズでもプレーし、3球団合わせて27試合に登板して15勝4敗、防御率4.66、160奪三振の成績を記録した 。オフの11月14日にルール・ファイブ・ドラフトでの流出を防ぐために40人枠入りした。
2024年は開幕をAAA級トレド・マッドヘンズで開幕を迎えた。5月29日に故障者リスト入りしたケリー・カーペンターの代わりとしてメジャーに昇格し、ピッツバーグパイレーツとのダブルヘッダー第2戦で登板してメジャーデビューを果たした。9月10日のコロラド・ロッキーズ戦では、96球を投げ3安打完封勝利。マダックスを達成し、その週のプレイヤー・オブ・ザ・ウィークを受賞した。最終的にメジャーでは19試合（先発16試合）に登板して6勝6敗、防御率4.76、77奪三振の成績を記録した。

## 詳細情報

### 年度別投手成績
| 年 度    | 球 団    | 登 板 | 先 発 | 完 投 | 完 封 | 無 四 球 | 勝 利 | 敗 戦 | セ 丨 ブ | ホ 丨 ル ド | 勝 率 | 打 者 | 投 球 回 | 被 安 打 | 被 本 塁 打 | 与 四 球 | 敬 遠 | 与 死 球 | 奪 三 振 | 暴 投 | ボ 丨 ク | 失 点 | 自 責 点 | 防 御 率 | W H I P |
| -------- | -------- | ----- | ----- | ----- | ----- | -------- | ----- | ----- | -------- | ----------- | ----- | ----- | -------- | -------- | ----------- | -------- | ----- | -------- | -------- | ----- | -------- | ----- | -------- | -------- | ------- |
| 2024     | DET      | 19    | 16    | 1     | 1     | 1        | 6     | 6     | 0        | 0           | .500  | 412   | 98.1     | 100      | 19          | 31       | 0     | 3        | 77       | 2     | 0        | 54    | 52       | 4.76     | 1.33    |
| MLB：1年 | MLB：1年 | 19    | 16    | 1     | 1     | 1        | 6     | 6     | 0        | 0           | .500  | 412   | 98.1     | 100      | 19          | 31       | 0     | 3        | 77       | 2     | 0        | 54    | 52       | 4.76     | 1.33    |

- 2024年度シーズン終了時
- 各年度の太字はリーグ最高

### 年度別守備成績
| 年 度 | 球 団 | 投手（P） | 投手（P） | 投手（P） | 投手（P） | 投手（P） | 投手（P） |
| 年 度 | 球 団 | 試 合     | 刺 殺     | 補 殺     | 失 策     | 併 殺     | 守 備 率  |
| ----- | ----- | --------- | --------- | --------- | --------- | --------- | --------- |
| 2024  | DET   | 19        | 4         | 9         | 0         | 0         | 1.000     |
| MLB   | MLB   | 19        | 4         | 9         | 0         | 0         | 1.000     |

- 2024年度シーズン終了時

### 表彰
- プレイヤー・オブ・ザ・ウィーク：1回（2024年9月9日 - 15日）

### 記録
- マダックス：1回（2024年9月10日）

### 背番号
- 54（2024年 - ）